# Francisco Dumont
Francisco Dumont is een gemeente in de Braziliaanse deelstaat Minas Gerais. De gemeente telt 4.987 inwoners (schatting 2009).

## Aangrenzende gemeenten
De gemeente grenst aan Bocaiuva, Claro dos Poções, Engenheiro Navarro, Jequitaí, Joaquim Felício, Lassance en Várzea da Palma.